# Andor Kertész
Andor Kertész (Gyula, 19 de fevereiro de 1929 – Debrecen, 3 de abril de 1974) foi um matemático húngaro.
Foi professor em Debrecen e depois na Universidade de Halle-Wittenberg, trabalhando com álgebra.

## Vida
Seu pai Lajos (1899-1974) foi professor de música e cantor da igreja reformista evangélica de Gyula. Andor Kertész estudou até 1952 em Debrecen, onde obteve um doutorado em 1954, orientado por László Rédei. Em 1957 obteve a habilitação e a partir de 1963 foi professor da Universidade de Debrecen. De 1962 a 1964 e de 1968 a 1971 foi professor visitante na Universidade de Halle-Wittenberg.
Em 1968 tornou-se membro da Academia Leopoldina.

## Obras
- Georg Cantor 1845–1918. Schöpfer der Mengenlehre. Wissenschaftliche Buchgesellschaft, Darmstadt, 1983, ISBN 3-534-01882-6.
- Lectures on Artinian Rings (Disquisitiones Mathematicae Hungaricae. Volume 14). Com capítulos escritos por Gerhard Betsch, Alfred Widiger e Richard Wiegandt. Editado por Richard Wiegandt. Akadémiai Kiadó, Budapeste, 1987, ISBN 963-05-4309-5.
  - Edição em alemão: Artinsche Ringe. Akadémiai Kiadó, Budapeste, 1968.
- Einführung in die transfinite Algebra. Deutscher Verlag der Wissenschaften, Berlim, 1975.
- com Tibor Szele: On the existence of non-discrete topologies in infinite abelian groups. In: Publicationes Mathematicae. Debrecen, Volume 3, 1953, p. 187–189.